# Montsecosuchus
Montsecosuchus — вимерлий рід атопозавридових крокодиломорфів. Це заміна загальної назви для Alligatorium depereti, який був описаний у 1915 році в кар’єрі Montsec Lithographic Limestone в Іспанії Скам'янілості, знайдені в цьому місці, належать до ранньої крейди, верхнього берріасу-нижнього валанжина за віком і належать до формації La Pedrera de Rúbies. Скам'янілості, знайдені в цій місцевості, належать до ранньої крейди, верхнього берріасу-нижнього валанжина за віком і належать до формації La Pedrera de Rúbies. Хоча після 1915 року в багатьох публікаціях про атопозаврид згадується A. depereti, жодна з них не пропонувала переопис або перегляд виду, хоча деякі визнавали, що існують великі відмінності між ним та іншими представниками роду. У цих публікаціях череп A. depereti був коротшим по відношенню до довжини тіла, ніж будь-який інший вид Alligatorium (менше половини пресакральної довжини), і це могло бути доказом генетичної відмінності видів. Однак краща підготовка голотипного зразка MGB 512, майже повного шарнірного скелета, вбудованого у вапнякову матрицю, яка зараз зберігається в Музеї природничих наук Барселони, дозволила переглянути вид у 1990 році, у якому була назва Montsecosuchus вперше використана.